# Blumeria graminis
Борошниста роса злаків (Blumeria graminis) — вид грибів, що належить до монотипового роду Blumeria.
Викликає борошнисту росу у злакових (пшениця, ячмінь, жито, тонконіг). Зимує на полях у вигляді подушечок, заражаючи спочатку озимі, потім ярі сорти. Цей вид раніше відносили до роду Erysiphe, проте молекулярні дослідження вивели їх у окрему кладу.

## Галерея

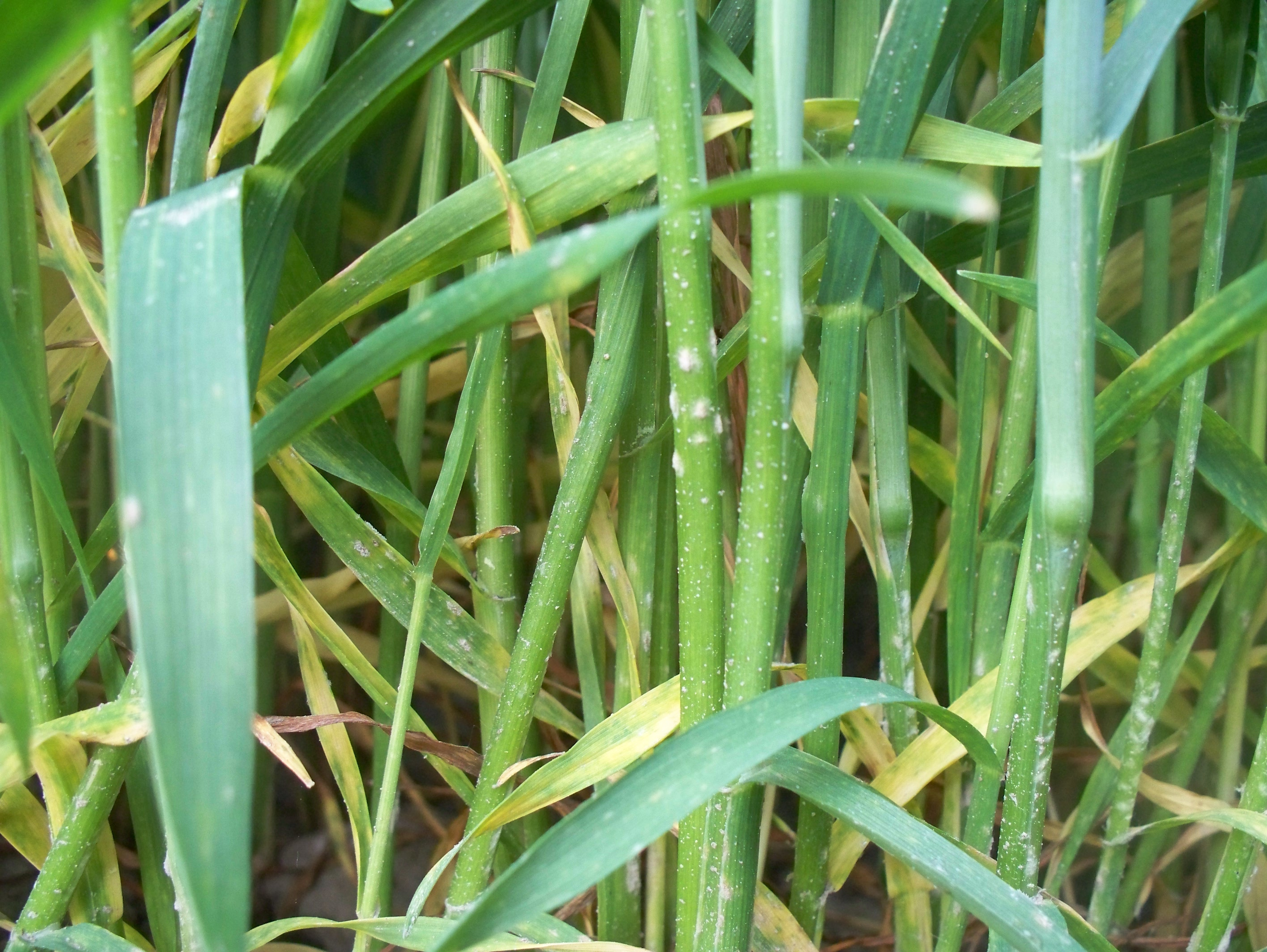
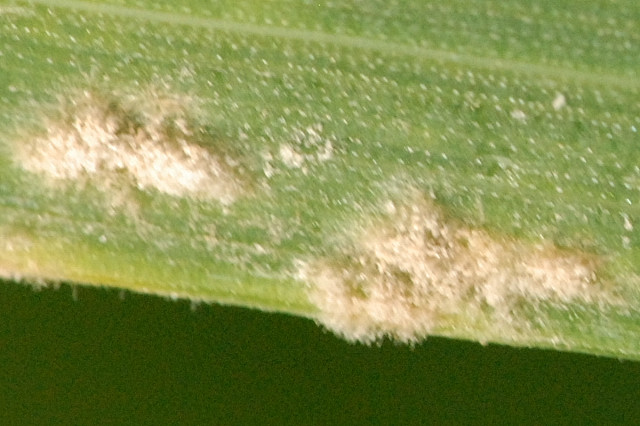
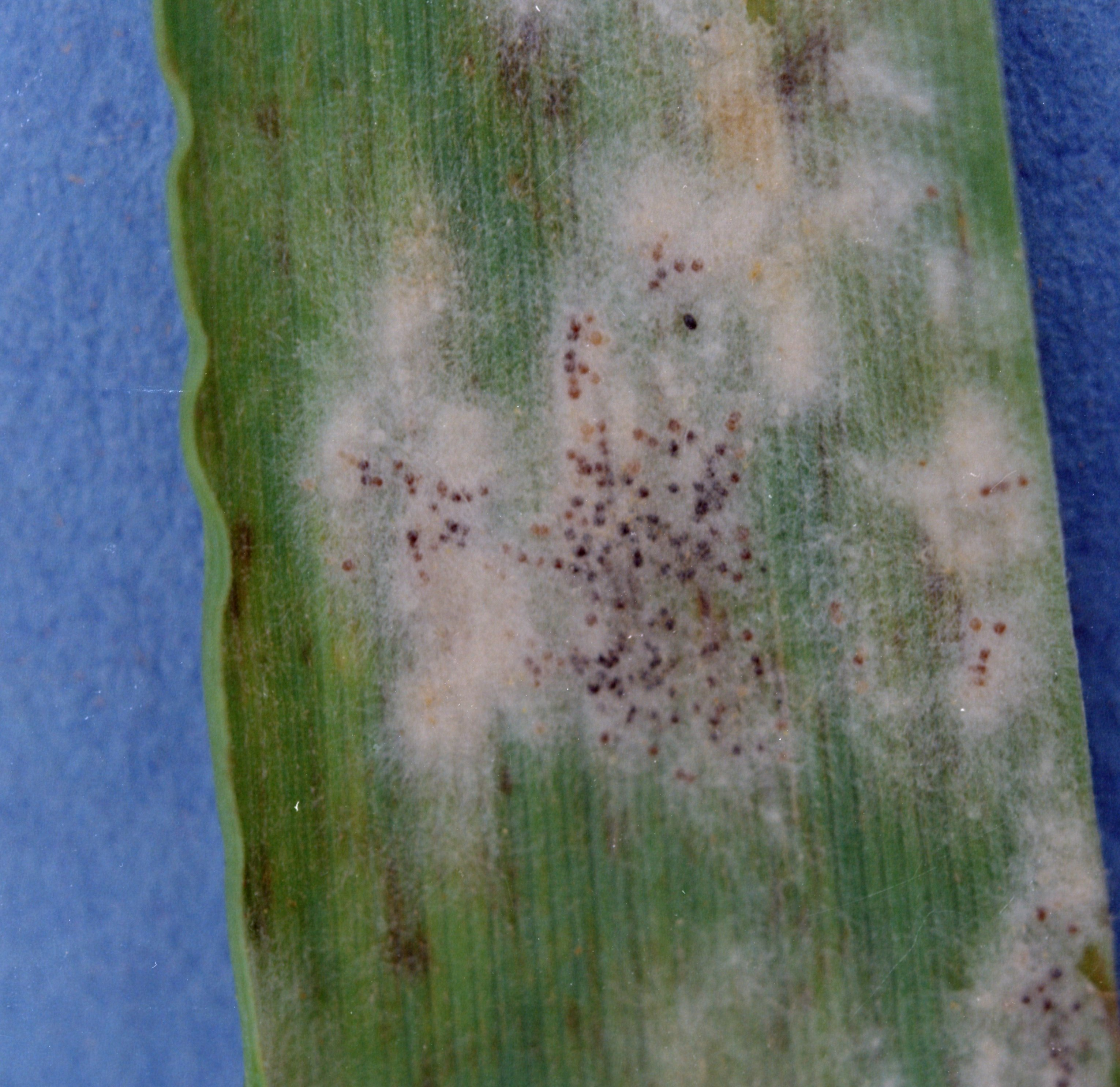